# Moldova földrajza
Moldova a Kelet-európai-síkvidéken található, Romániával (683 km) és Ukrajnával (1202 km) határos. Területe 33 851 km², szárazföldi határainak hossza 1885 km. Az országot két folyó, keleten a Dnyeszter, nyugaton a Prut határolja, utóbbi az ország természetes határa is Romániával.

## Domborzata
Moldova a Kárpátok lábánál fekszik, területének nagy része dombos hátság, melynek átlagmagassága 147 méter. Legmagasabb pontja a Corneşti-dombokhoz tartozó Bălănești-domb, 430 méterrel. Az ország északi részén húzódik a Bălți-sztyeppe, 150–200 méteres átlagmagassággal. Keleti részére átnyúlik Ukrajnából a Podóliai-hátság.

## Vízrajza
Folyói délre tartanak és a Fekete-tengerbe torkollanak. Csupán nyolc folyó hossza éri el a 100 km-t. A fő folyó, a Dnyeszter egész évben hajózható, enyhe teleken egyáltalán nem fagy be. A második legnagyobb folyó, a Prut a Dunába torkollik. Az ország gazdag rétegvizekben, több mint 2000 természetes forrás található itt.

## Talajtakaró
Az ország talajtakarója változatos és termékeny, az ország háromnegyedét fekete csernozjom borítja. Ezen kívül megtalálható a szürke és barna erdőtalaj, az ártereket pedig alluviális talaj borítja. A Prut alsó szakaszára szikesedés és mocsarak a jellemzőek. A műtrágyázás, a gyomirtózás és a rovarirtó szerek túlzott használata miatt a talaj és a talajvíz erősen szennyezett.

## Éghajlata
Moldova éghajlata mérsékelt kontinentális, a nyarak melegek és hosszúak, az átlaghőmérséklet ilyenkor 20 °C körüli. A telek viszonylag enyhék és szárazak, a januári átlaghőmérséklet -4 °C. Északon 600 mm a csapadék évi szintje, délen 400 mm körüli, de nagyon változóak az értékek, nem ritkák a hosszú, száraz időszakok. A legtöbb csapadék kora nyáron és októberben hullik. A szél iránya általában északnyugati vagy délkeleti.

## Élővilága
Moldovában több mint 1500 növényfaj él, a leggyakoribb fafajták a gyertyán és a tölgy, de jellemző még a hárs, a juhar, a vadkörte és a vadcseresznye. Az Ichel és a Bâcu folyók forrásánál bükkerdőket találni. A szyteppéket egykoron jórészt fűfélék borították, ma már megművelt területek.
Az ország állatvilága változatos, élnek itt vaddisznók, farkasok, borzok, vadmacskák, hermelinek, nyestek, görények. Kereskedelmi szempontból fontos állatok az európai őz, a nyúl, a róka és a pézsmapocok. Sikerrel telepítették be az országba a szibériai őzet, az európai dámvadat és a pettyes szarvast. A madárfajok közül elterjedt a nyári lúd, a tőkés réce, a gém, a rétisas, az erdei pacsirta, a szajkó, az énekes rigó, a fekete rigó, a vágómadárfélék, az erdei fülesbagoly. A halak közül gyakori a ponty (tenyésztik), a sügér, a keszeg, a vágó durbincs és a csuka.

## Galéria

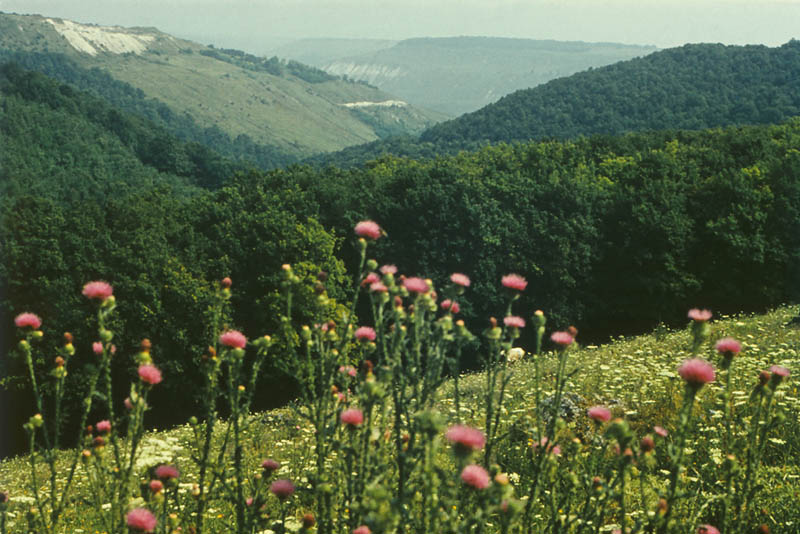
Dombok Arioneștinél
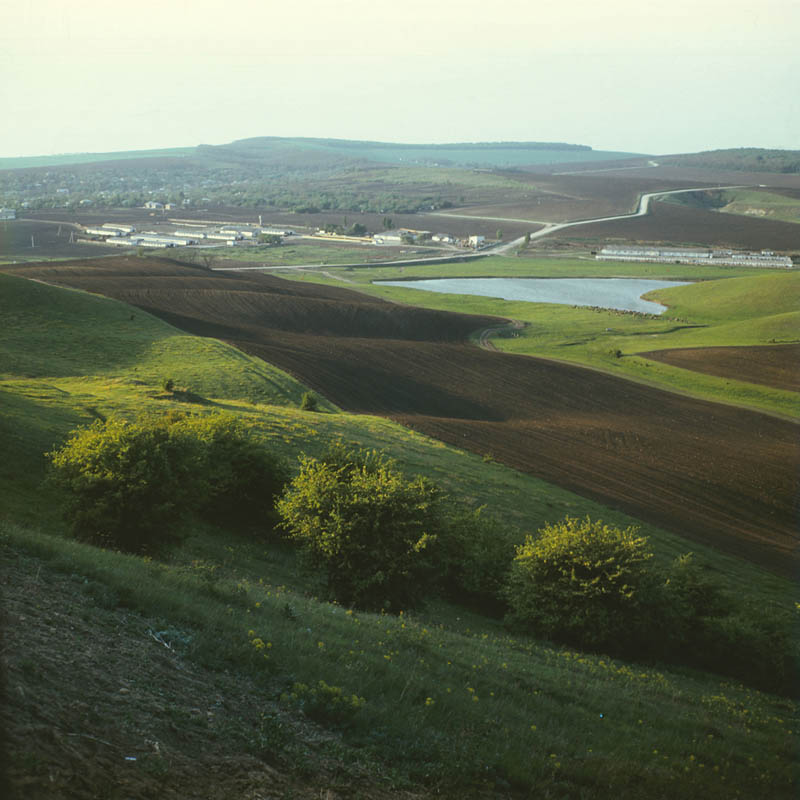
A táj Pășcăuținál
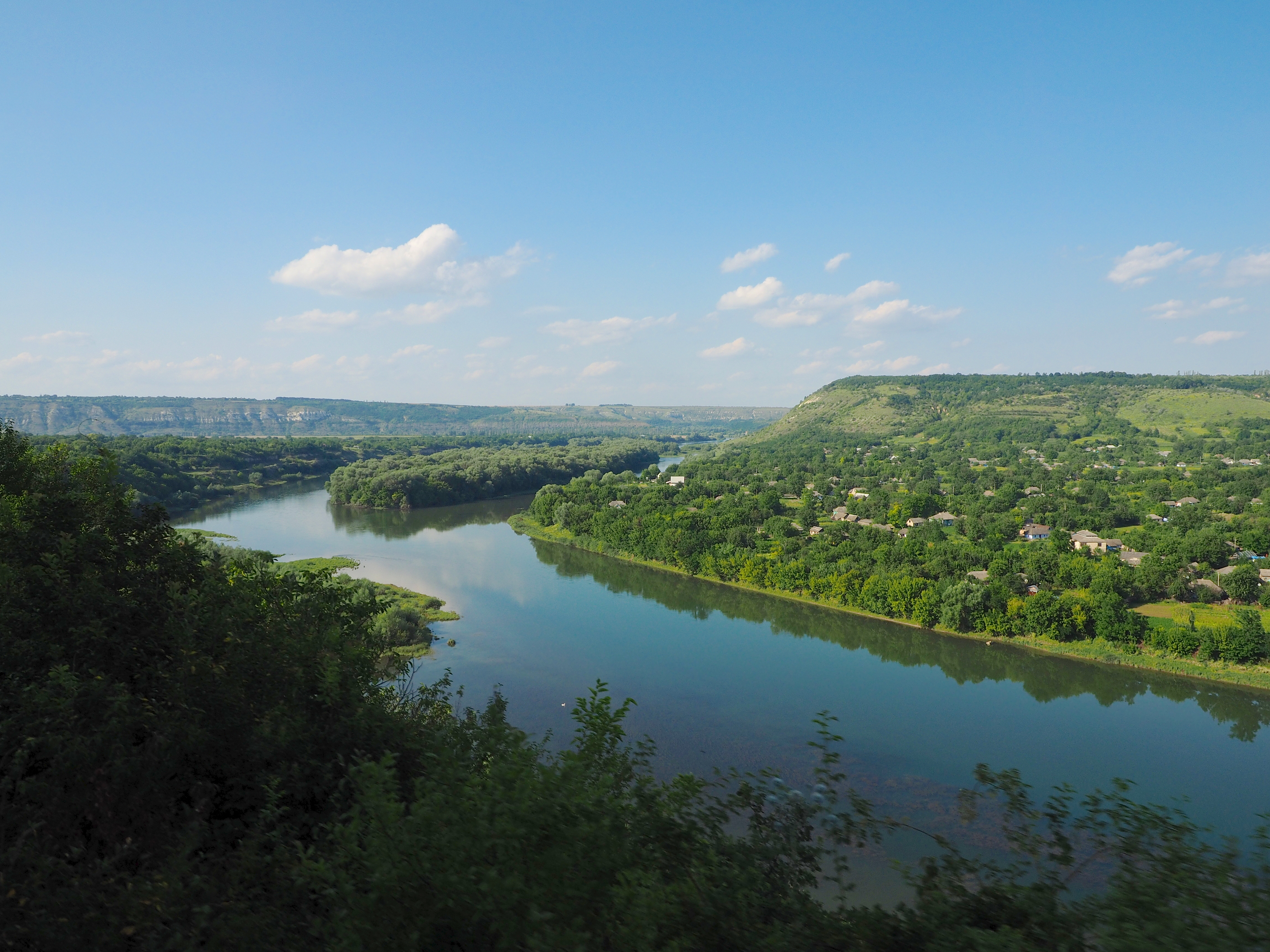
A Dnyeszter Moldovában